# Malina (Fluss)
Die Malina ist ein 58 km langer Fluss im Westen der Slowakei in der traditionellen Landschaft Záhorie und ein linker Nebenfluss der March (slowakisch Morava).

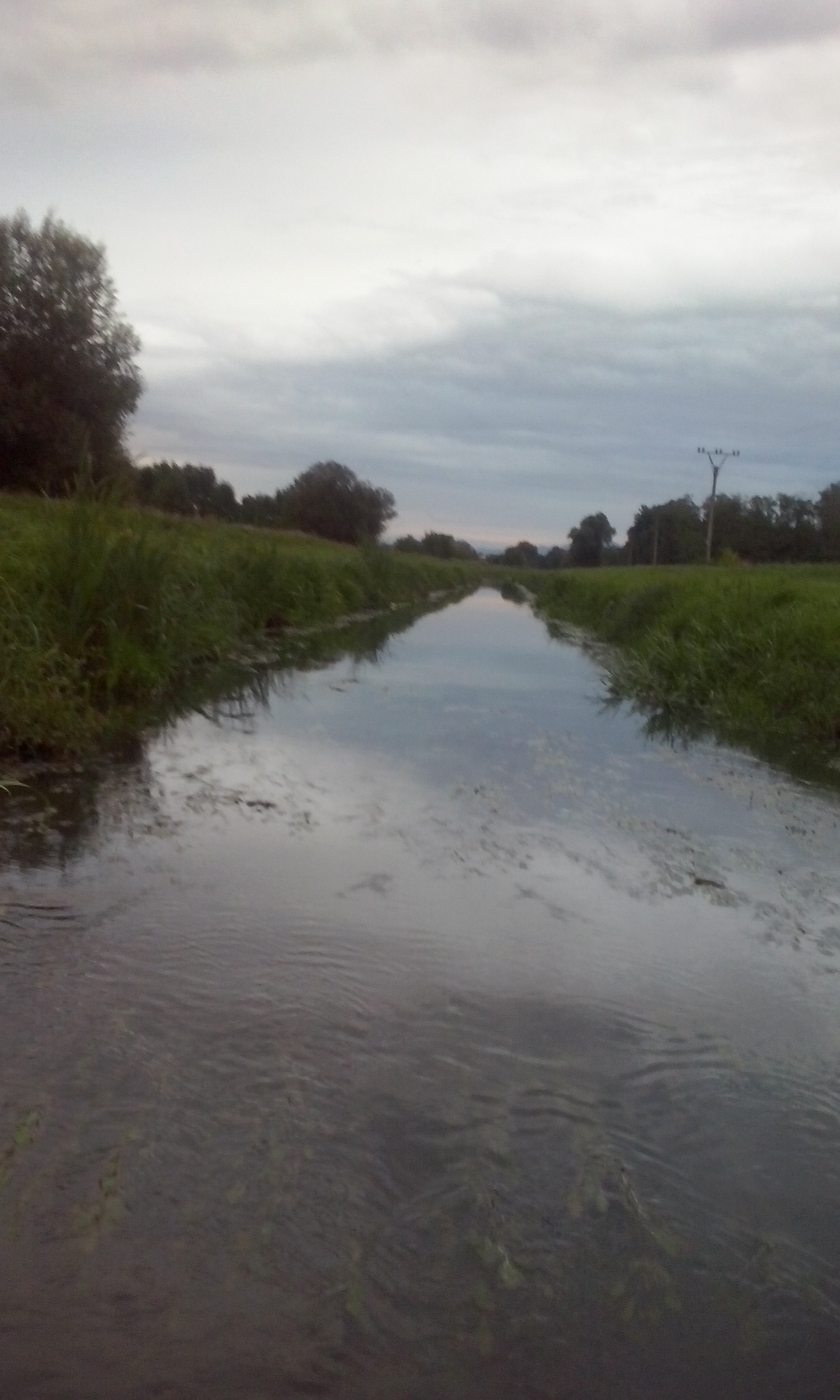
Die Malina bei Jakubov

Sie entspringt in den Kleinen Karpaten unterhalb des Bergs Tri kopce, auf einer Höhe von ca. 610 m n.m. westlich von Piesok, einem Stadtteil von Modra, und fließt zuerst durch das Tal Modranská dolina und generell nach Westen. Dann erreicht der Fluss das Tiefland Borská nížina, speist den Stausee Kuchyňa, passiert die Gemeinde Kuchyňa und erreicht nach ein paar Kilometern Freiland das Militärgelände Záhorie. Dort speist sie zwei Teiche, Tretí rybník und Štvrtý rybník, und nimmt im erstgenannten die linksseitige Pernecká Malina auf. Im weiteren Verlauf verlässt die Malina das Militärgelände und passiert den südlichen Teil von Malacky und speist hinter der Stadt die Teiche Jakubovské rybníky, wo sie rechtsseitig die Ježovka und linksseitig den Balážov potok und den Tančiborský potok aufnimmt. Hinter Jakubov wendet sich der Fluss fast im rechten Winkel nach Süden und fließt parallel zum Zohorský kanál. Bei Láb mündet die linksseitige Oliva in den Fluss, weiter flussabwärts der Zohorský potok von links, Zohorský kanál von rechts und der Stupavský potok von links, bevor die Malina nahe Devínske jazero, ungefähr sechs Kilometer südlich von Zohor und fünf Kilometer östlich von Marchegg in die March mündet.